# قدمغاه بي بي شهربانو (سرخون)
قدمغاه بي بي شهربانو (بالإنجليزية: Qadamgah-e Bi Bi Shahr Banu)‏ هي مستوطنة تقع في إيران في قسم سرخون الريفي. يقدر عدد سكانها بـ 51 نسمة .